# Rio Jaurú
Pour les articles homonymes, voir Jauru (homonymie).
Le rio Jaurú est une rivière du Brésil qui coule dans l'État du Mato Grosso. C'est un des principaux affluents de droite du río Paraguay.

## Géographie
Son principal affluent est le rio Aguapey.
Au XVIIIe siècle, la rivière fut la frontière entre le Brésil et la vice-royauté du Río de la Plata. De ce fait, elle fut revendiquée comme frontière par l'État paraguayen jusqu'en 1870.
Le rio Jaurú se jette du côté droit dans le río Paraguay à quelque 61 km au sud de la ville de Cáceres (altitude de 97 mètres). Il est navigable toute l'année pour des embarcations de 0,50 m de tirant d'eau jusqu'à Porto Limão, au km 55 (calculé depuis son confluent), et en période de hautes eaux, jusqu'à Porto Esperidão, au km 170.
Le rio Aguapey lui donne ses eaux au km 170 à une altitude de 123 mètres.